# Bozia
Bozia – wieś w Rumunii, w okręgu Vaslui, w gminie Fălciu. W 2011 roku liczyła 389 mieszkańców.